# Бірім
Бірім (Birim) – алмазоносний район в Гані. 

## Історія
Промисовий видобуток розпочато в 1920 р. 

## Характеристика
Руслові і терасові розсипи неогенової і четвертинної доби простежуються на берегах р. Бірім (річка) та притоках на відстані до 3 км при шир. 10-120 м і сер. потужності 0,2-1,0 м. Вміст алмазів 2,5 кар/м3. Запаси алмазів в пониззі р. Бірім оцінюються в 50 млн. карат.

## Технологія розробки
Розсипи розробляються екскаваторами і бульдозерами. Близько 10% видобутку – ювелірні камені. 